# It's Impossible to Learn to Plow by Reading Books
Pour plus de détails, voir Fiche technique et Distribution.
It's Impossible to Learn to Plow by Reading Books est un film américain réalisé par Richard Linklater et sorti en 1988. Il s'agit du premier long métrage du cinéaste.

## Synopsis
Le protagoniste (Richard Linklater) reçoit de la part d'un ami une cassette. Celle-ci contient un message enregistré l'encourageant à « laisser tomber l'école » et à quitter Austin. Le protagoniste vaque à ses activités quotidiennes, notamment en tirant avec une arme à feu depuis sa fenêtre. Il monte dans un train et après un long voyage, retrouve son ami à Missoula dans le Montana. Ils visitent le parc national de Glacier et se promènent à travers la ville, avant que le protagoniste ne parte en train visiter des villes de la côte ouest telles que San Francisco.
Il revient ensuite à Austin, seulement pour se rendre à une réunion de famille et à la maison de sa mère.

## Fiche technique
Sauf indication contraire, les informations mentionnées dans cette section peuvent être confirmées par la base de données cinématographiques IMDb,  présente dans la section « Liens externes ».
- Titre français : It's Impossible to Learn to Plow by Reading Books
- Réalisation, scénario, photographie, montage et production : Richard Linklater
- Pays de production :  États-Unis
- Format : Couleurs - 8 mm - 1,37:1 - Dolby Digital
- Genre : comédie dramatique, road movie
- Durée : 85 minutes
- Date de sortie : 1988

## Distribution
- Richard Linklater
- James Goodwin
- Dan Kratochvil
- Linda Finney
- Tracy Crabtree
- Linda Levine
- Lisa Schiebold
- Erin McAfee
- D. Montgomery
- Scott Van Horn
- Daniel Johnston
- Tammy Gomez
- Keith McCormack

## Production
Le film a été tourné en Super 8 et monté pour être diffusé sur le câble. Richard Linklater a occupé tous les postes de production.

## Diffusion
Le film n'a jamais eu une large diffusion. Il est seulement disponible en DVD et Blu-ray comme bonus de Slacker dans la collection The Criterion Collection.